# Поджо Руско
По̀джо Ру̀ско (на италиански: Poggio Rusco, на местен диалект: al Pos, ал Пос) е градче и община в Северна Италия, провинция Мантуа, регион Ломбардия. Разположено е на 16 m надморска височина. Населението на общината е 6649 души (към 2014 г.).